# Satu Mare, Harghita
Satu Mare (în maghiară Máréfalva) este satul de reședință al comunei cu același nume din județul Harghita, Transilvania, România. Până în anul 2004 a aparținut comunei Brădești. Se află la 7 km de Odorheiu Secuiesc, în direcția nord-est.

## Istoric
Ruinele cetății de pe vârful muntelui de lângă sat, după cercetări arheologice, datează din epoca bronzului.

## Monumente
- Biserica Romano-Catolică a fost construită între anii 1763 și 1772.
- cele 95 de porți secuiești, bogat ornamentate, caracteristice zonei.

## Personalități
- Géza Pálfi (1941-1984), preot catolic, victimă a regimului Nicolae Ceaușescu

## Localitate înfrățită
- Magyaregregy (Baranya), Ungaria